# 14544 Ericjones
14544 Ericjones eller 1997 SG21 är en asteroid i huvudbältet som upptäcktes den 29 september 1997 av Spacewatch vid Kitt Peak-observatoriet. Den är uppkallad efter den amerikanske astronomen Eric M. Jones.
Asteroiden har en diameter på ungefär 10 kilometer och den tillhör asteroidgruppen Eos.